# Taj Mahal Palace & Tower
The Taj Mahal Palace & Tower er et 5-stjernet luksushotel i Taj Hotelkæden, som ligger i den sydlige del af Mumbai, Indien nær den pompøse triumfbue Gateway of India. Hotellet, hvis oprindelige del er grundlagt i 1903, er opført i en arkitektonisk blanding af orientalske, mauriske og italienske (florentine) stilarter, der har været med til at gøre Taj Mahal Palace & Tower i Mumbai til Taj-kædens flagskib. 
Hotellet omfatter to helt adskilte bygninger, opført i hver sin stil. Det oprindelige Taj Mahal Hotel er opført som et overdådigt og pompøst bygningsværk, mens The Tower umiddelbart øst herfor på trods af sin større højde nærmest forekommer at hæve sig i ærbødig respekt for den ældre og mere pompøst udsmykkede hovedbygning. 
Hotellet, der er opført af medlemmer af TATA-familien (Tata Group), har i alt 565 værelser som i kraft af hotellets høje standard og eksotiske beliggenhed har huset en lang række notabiliteter, deriblandt Mick Jagger, Jacques Chirac, Joan Collins, det norske kongepar, Marianne Faithfull, hertugen af Edinburgh, prins Charles, The Beatles, Bill Clinton, og Jacqueline Kennedy Onassis.
Taj Mahal Palace & Tower, der ligger i Colaba-regionen i den sydlige del af Mumbai i det område, der betegnes Mumbais Manhattan, var sammen med den nærliggende Leopold Cafe og Colaba Police Station blandt målene for terroraktionen i Mumbai i november 2008. Hotellet blev meget hårdt medtaget af terroristernes voldsomme hærgen med håndgranater, brandstiftelse, anvendelse af mindre bomber samt gidseltagning og beskydning af gæster og ansatte med automatvåben (bl.a. AK-47) med mange dræbte ofre som den tragiske konsekvens.